# Pierre Dugué de Boisbriant
Pour les articles homonymes, voir Dugué.
Pierre Dugué de Boisbriant né le 21 février 1675 à Ville-Marie (aujourd'hui Montréal) et mort le 7 juin 1736, est un militaire et administrateur colonial français des XVIIe et XVIIIe siècles. Il est le cinquième gouverneur de la Louisiane française (Nouvelle-France), de 1724 à 1726.

## Biographie

### Origines
Pierre Dugué de Boisbriant est le deuxième fils de Michel-Sidrac Dugué de Boisbriant, seigneur de Mille-Îles, et de Marie Moyen Des Granges, commandant et gouverneur de l'île de Montréal.

### Carrière militaire

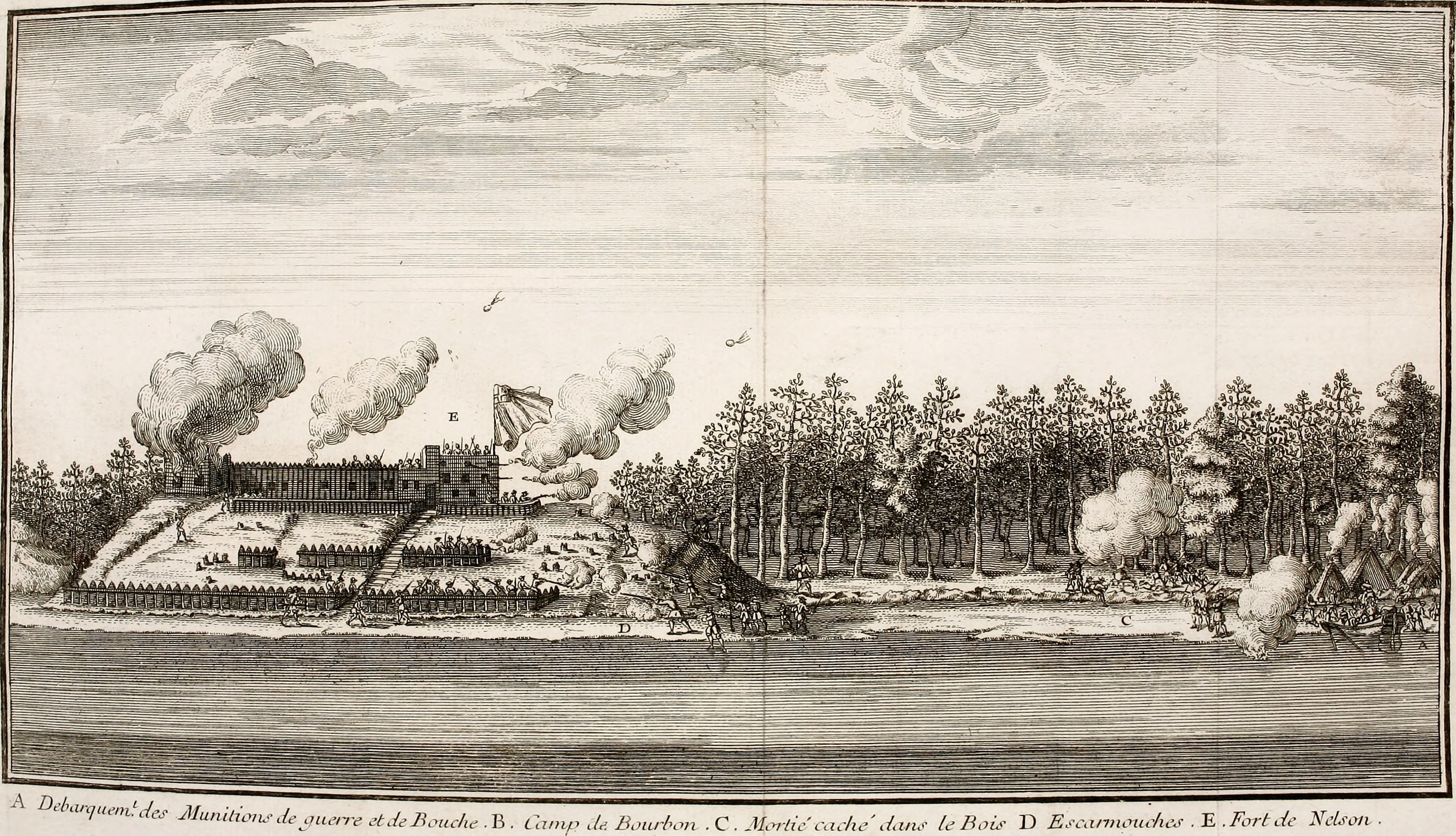
Le siège de Fort Nelson, auquel participe Boisbriant en 1697.

,,,.

## Orthographe
Concernant son nom Dugué, des erreurs de traduction et des imprécisions font que son nom est parfois orthographié "Duguay", "Dugay" ou "Duqué". "Boisbriand", qui fait référence à la seigneurie familiale au Canada, apparait parfois sous l'orthographe "Boisbriant", utilisé seul. Ainsi, "Pierre Dugué, sieur de Boisbriand" est parfois identifié simplement comme "Sieur de Boisbriand" et même "Pierre Boisbriand" (ou "Boisbriant") dans des textes contemporains.